# 백아산
백아산(白鵝山)은 대한민국 전라남도 화순군에 있는 높이 810m의 산이다.

## 개요
무등산 동쪽으로 뻗은 산줄기에서 잠시 벗어나 솟아 있다. 가까운 서쪽의 무등산과 멀리 동쪽의 지리산 천왕봉까지 조망될만큼 시야가 트여 있다. 산이 석회석 바위로 이루어져 있어 마치 흰 거위떼를 보는 듯하여 백아산이라는 이름이 붙은 것으로 알려졌다.
산은 큰 규모가 아니나 산릉이 흰 바위로 이루어져 있어 소나무 숲길과 산죽나무 길을 따라 산행하는 중 볼거리가 많다. 마당바위 부근과 남쪽 능선의 암릉이 대표적이며 철쭉 군락지도 있다.
백아산은 무등산과 지리산을 잇는 요충지라 한국 전쟁 중 조선인민유격대가 진지를 세우고 병기공장을 지어 은거했다. 유격대가 천연 초소격으로 이용했던 마당바위 등 백아산 일대는 조정래의 소설 《태백산맥》에 자세하게 묘사되었다.
가까운 거리에 화순온천이 있고 썰매장 등을 갖추어 일대가 광주광역시의 배후 휴양지로 이용된다. 백아산 자락에는 친환경 농업으로 재배한 토산품인 불미나리 인진쑥즙 생산지가 있다.

## 같이 보기
- 한국의 산

## 참고자료
- 진용성 (2005년 1월 27일). “[산&산](26) 전남 화순 백아산 - '하얀 거위떼' 눈을 타고 산으로 떠났나”. 부산일보. 2007년 8월 8일에 원본 문서에서 보존된 문서. 2008년 6월 19일에 확인함. |제목=에 지움 문자가 있음(위치 1) (도움말)